# Lago di Canterno
Il lago di Canterno è un lago di origine carsica che si trova nel cuore dei Monti Ernici e lambisce i comuni di Ferentino, Fiuggi, Fumone e Trivigliano.

## Descrizione
Il lago originariamente si riempiva quando l'inghiottitoio Pertuso, attraverso il quale le acque defluivano nel terreno, era ostruito da detriti; la crescente pressione dell'acqua provocava quindi la riapertura dell'inghiottitoio e il lago tornava a svuotarsi. Per tale motivo veniva definito da molti il 'lago fantasma', a causa dei suoi repentini mutamenti. La sua formazione è fatta risalire ai primi anni dell'Ottocento, quando vennero inondati i campi coltivati presenti nel luogo. La sua instabilità portava a dei periodi di piena e periodi di secca, parziale o completa. Nel 1943 a seguito di una perlustrazione del Pertuso si scoprì il collegamento con una grotta sotterranea, una cavità carsica dove confluiva l'acqua nei periodi di secca. Tale ciclo naturale è stato interrotto con la chiusura artificiale dell'inghiottitoio per la produzione di energia elettrica.  Ad oggi si registrano, a causa del fenomeno carsico, piccoli mutamenti nel livello delle acque che è possibile rilevare osservando l'alberello solitario. Quest'ultimo si trova a circa quaranta metri dalla costa, nei periodi di piena è sommerso dall'acqua, mentre è completamente visibile quando c'è siccità.
Il lago non è balneabile e il livello delle acque dipende molto dalla piovosità del periodo. La sua profondità è compresa tra i 13 e i 25 metri ed ha una forma allungata.
La flora e la fauna del luogo sono molto ricche e varie. 
Sono presenti Polygonum amphibium L., Herniaria incana Lam., Pulicaria vulgaris, Cyperus michelianus e molte altre specie vegetali erbacee molto rare, dovute alle particolari condizioni ambientali del luogo. A ridosso dei fossi naturali sono presenti giunchi, cannucce, ranuncoli acquatici. Sono presenti salici, pioppi, castagni, ginepri rossi, pini domestici, d'aleppo e marittimi. Le siepi presenti fungono da riparo per gli animali selvatici e per la deposizione delle uova dei volatili, queste sono presenti anche sugli isolotti presenti nel lago e sono in grado di resistere ai cambiamenti del livello dell'acqua, con fasi di immersione ed emersione. Ciò avviene anche nella penisola presente nella parte orientale del lago.
Per quanto riguarda la fauna sono presenti l'airone cenerino, l'airone bianco, la gallinella d'acqua, il germano reale e molti altri tra gli acquatici. Tra i rapaci il gufo, l'allocco, la poiana, il falco pecchiaiolo ecc., mentre per i mammiferi sono presenti in abbondanza la volpe, la faina, lo scoiattolo, l'istrice, la lepre, il riccio, il cinghiale ed innumerevoli roditori ed insettivori.

## Area protetta
Nel 1997 sul gruppo del Monte Porciano La Monna è stata istituita la Riserva naturale del Lago di Canterno, che si estende su 1.824 ettari nei comuni di Ferentino, Fiuggi, Fumone, Torre Cajetani e Trivigliano. La riserva, caratterizzata dalla zona umida costituita dal lago, è gestita dall'Azienda Speciale Consortile Riserva Naturale Lago di Canterno.